# Sarmaság
Sarmaság (románul: Șărmășag) falu Romániában, Erdélyben, Szilágy megyében.

## Fekvése
Sarmaság Szilágy megye északi részén fekszik, Zilahtól 25 km-re északnyugatra a Zilah-patak jobb partján (annak a Kraszna folyóba való ömlésénél), a Szilágysági-dombvidéken.
A Nagykároly-Szilágysomlyó útból itt ágazik el a Zilah felé vezető út. Vasúti csomópont is. A Nagykároly-Zsibó vonalból innen ágazik el a Szilágysomlyó-Székelyhíd felé vezető vasút. Ugyancsak innen ágazik el a bányatelep rendes nyomtávú iparvasútja.
Északkeleten Szilágykövesd, délkeleten Szilágylompért, északnyugaton Kisderzsida, nyugaton Mojád, délnyugaton Krasznahídvég, délen Somlyógyőrtelek határolja.
Legközelebb eső nagytelepülések:
- Szilágysomlyó (18 km),
- Zilah (28 km),
- Nagykároly(58 km),
- Szatmárnémeti (62 km),
- Nagyvárad (132 km).

## Természeti viszonyai
A község felszíne alacsony dombvidék, 160 és 379 m (Kövesdmagasa) tengerszint feletti magasság között.
Éghajlata mérsékelt. Itt gyakran találkoznak a páradús nyugati légtömegek a keleti száraz kontinentális és a Földközi-tenger felől jövő forró légtömegekkel. A januári középhőmérséklet –3 °C, a legalacsonyabb hőmérsékletet 1965. február 10-én mérték: –20,20 °C. A júliusi középhőmérséklet 21,1 °C, a legmagasabb hőmérsékletet 1967. augusztus 5-én mérték: 36,2 °C. Az évi átlagos csapadékmennyiség 627,2 mm.
A vidék legfontosabb ásványkincse a szén. A 28 ismert szénréteg alapján megállapítható, hogy korábban kis mélységű tenger nagy területen borította be a területet.
A környéken gyakoriak a földcsuszamlások. A csuszamlások mellett gyakori a talajfolyás is.

## Története
Sarmaság területén már a vaskorszakban volt emberi település.
Roska Márton régészprofesszor az 1941-ben végzett ásatások alkalmával
ezüst leletekre bukkant.
Első írásos adatok 1355-ből származnak
Sarmassagh néven, mint közép-szolnoki birtok. 1467-ben Sarmassagh,
1487-ben Sármaságh néven említik a dokumentumok.
A hagyományok szerint a település eredetileg a Branyicska határ
részen feküdt, Majád és Bobota között. A lakosság az 1241-es tatárdúláskor a Töklen erdőbe menekült, s visszatérve már a mai helyén
épült fel újra a község, amely erdőkkel körülvéve védettebb volt. A
település Sarmasághy Lászlóról kaphatta a nevét, aki a Báthoriaktól
birtokolta a falut.
A szájhagyomány szerint a környéken található sarma, vagy sármás nevű (medvehagyma) növényről nevezhették el a települést.
Sarmasághy János lánya, Anna Gyerőmonostori Kemény János felesége lesz, s így örökség – és vásárlás – révén a Kemény családra
száll a birtok. Az 1799-es összeírás megemlíti Kemény Farkas grófot, Kemény Miklósné bárónőt, mint birtokosokat. Ez az összeírás arról is
szól, hogy a faluban él egy Murza Mihály nevű örmény kereskedő, egy
molnár, református pap és két zsidó család. A báró Kemény család volt
a község földesura egész az 1800-as évek végéig. 1880-ban a birtok egy részét két csehországi (Szudéta vidéki) főúr veszi meg: Fröhlich Albin
és báró Wessebe Hatwig.

## Közigazgatása
Sarmaság községhez tartozik: 
- Selymesilosva – 783 lakos
- Szilágylompért – 877 lakos
- Mojád – 222 lakos
- Magurahegy – 33 lakos
- Parttanya – nincs állandó lakos

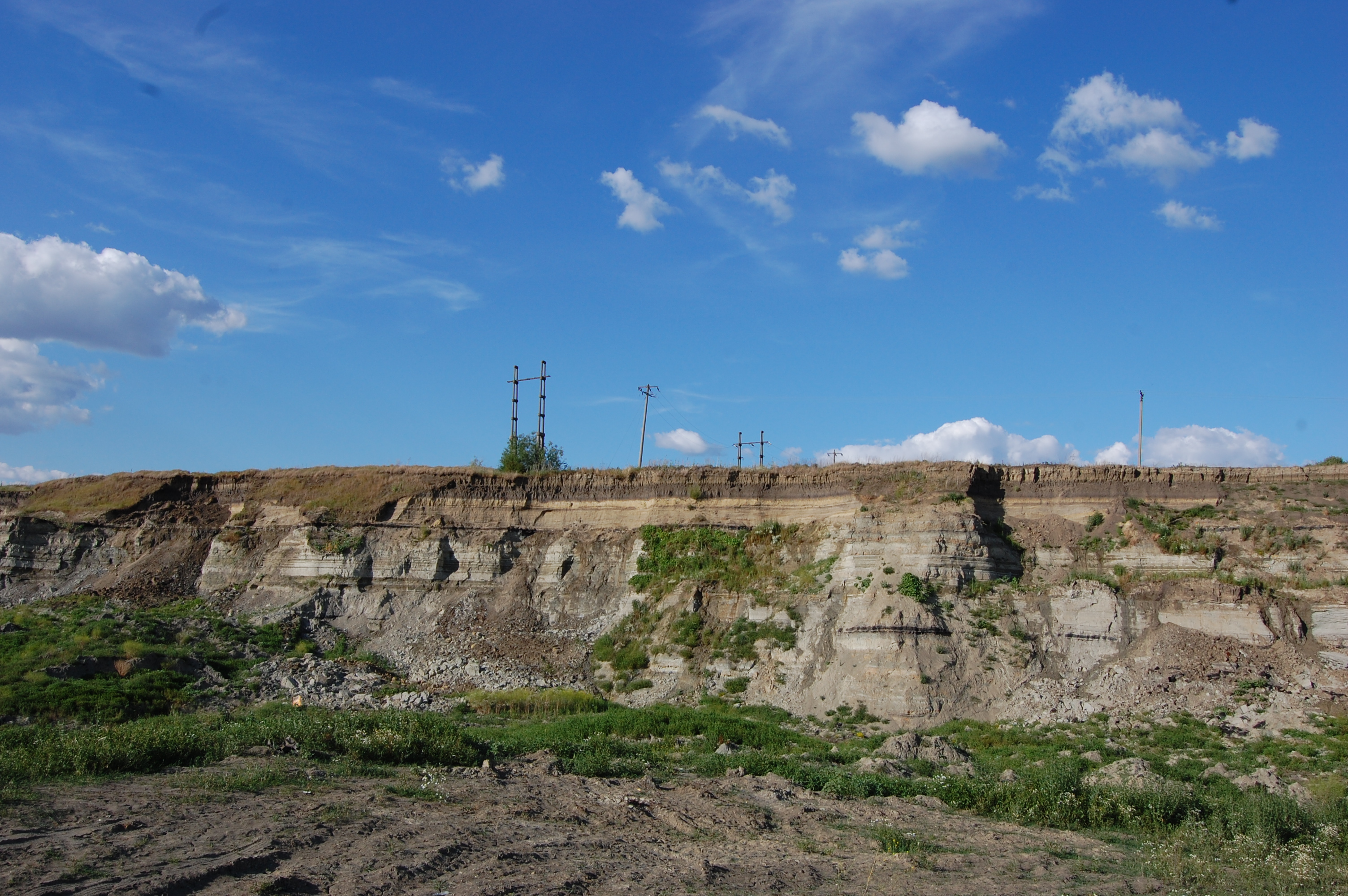
Külszíni szénfejtés Sarmaság mellett. Az egykori virágzó szénbányászat utolsó emléke

2007-ben a fent említett települések kérvényezték az 1960-as évek előtti önállóságuk visszaadását (különben megszüntették volna az iskoláikat). Bár a helyi népszavazás sikeres volt, a törvénytervezetet 2008-ban a román parlament Szenátusa mégis elvetette.

## Népesség
Az 1600-as évekből fennmaradt okmányok 38 jobbágycsaládról tesznek említést, valamint öt pusztaházról, amelyekből elszöktek az emberek.
1611-ben Báthory Gábor fejedelem városként említette Sarmaságot.
1715-ben 99 főt számláltak, melyből 19 jobbágy, 13 zsellér, azaz 32 háztartás volt. Ám ekkor csak az adókat írták össze, a szabadokat és a nemeseket nem. Innen adódik a nagy különbség, hiszen 1720-ban 288 főt számláltak Sarmaságon.
1915-ös összeírás szerint már foglalkoztak szőlőtermesztéssel, ami nagy múltra tekint vissza.
1847-ben 783 volt a lakosság száma, melyből 758 református, 18 görögkatolikus, 8 római katolikus, 2 izraelita.
1936-ban 2370 fő volt a polgárok száma.
1992-ben társközségeivel együtt 6853 lakosából 5194 magyar, 1329 román, 315 cigány és 4 német volt.
A 2011-es népszámlálás adatai alapján a község lakossága 6092 fő, ebből magyar 4812, román 941, cigány anyanyelvű 178.
A községközpont népessége 4362 fő, melyből magyar 3543, román 677, cigány 57.

## Ipar
Már a két világháború között felfedezték  Szilágymegye két legnagyobb barnaszén  készletét amelyből egyik Sarmaságon  a másik pedig Szurdokon található. A Sarmasági  szén bányászatára alapított vállalat  olyan mennyiségű szenet termelt, hogy a CFR (Román vasút társaság)  önálló   vasútvonalat és rendező pályaudvart létesített a szén elszállítására. A Sarmasági szénnel főleg hőerőműveket fűtöttek Nagyváradon, Kolozsváron Bukarestben és további helyeken, köztök külföldön is. 1990-ben  több mint 4000 ember  dolgozott a bányavállalatnál. A bányászok jövedelme  jóval magasabb volt az ipar más területein dolgozókéhoz  viszonyítva, ezt jól tükrözte a településen épült lakóházak mérete és minősége.
A szén kitermelése 1906-ban kezdődött Bobotán, kamarafejtéssel. 1948-ban államosították a bányát. Ugyanebben az évben megalakult a Bányatelep hat lakással. 
Sarmaságon négy lejárat, két akna és két vájat található.
Az évi termelés körülbelül 500 –600 ezer tonna volt. 1979-ben elérték a 980 ezer tonnát. A bánya mélye 60 métertől 250 méterig terjed. Aránylag nem veszélyes a sarmasági bánya.

## Felekezetek

### Református egyház
A templom a község közepén, domboldalban fekszik.
A torony 1831-ben épült. A toronyban levő két harang megolvadt az 1885-ös tűzvészben. A nagy harangot 1820-ban, a kis harangot 1646-ban öntötték. 1896-ban két új harangot öntöttek. 
Az 544 kg, és 266 kg tömegű harangokat a hívek áldozatos adományaiból vásárolta az egyházközség 1929-ben.
Zsindelyes tetőszerkezetét 1876-ban bádogosra cserélték. Közben 1859-ben padokat készítettek. 1865–66-ban a templomot újrazsindelyezték.
1885-ben a templom szinte teljesen leégett, csak falai maradtak meg. 1887-ben a templomot újraépítették. 1896-ban történt külső és belső javítás. A templom falai földmozgás következtében megrepedeztek; a megrepedezett falakat körbevasalták, a réseket kijavították. Ekkor történt a templom külső és belső meszelése is. 
A tízregiszteres orgonát Kolonics István, kézdivásárhelyi orgonakészítő mester 1892-ben szerelte fel a régi orgona helyett. 
1937-ben a torony fedelét lefestették. 1947-ben lépcsőt öntöttek a templom elé. 
1958-ban külső és belső renoválást végeztek. 1969-ben két darab facsillárt készített Nagyváradon Széles Gábor fafaragómester. A templom bútorzatát lefestették. 
1990-ben Varga Béla lemeszelte a templom belsejét.
1991-ben a templom előtti utat lekövezték.
1993-ban a templom külső renoválását végezték el, a vakolatot
tégláig leverték, teraszittal újra befedték.
A templom jelenlegi, háromkarzatos formáját 1993-ban nyerte. 
Parókiáját 1956-ban építették. A földmozgás, s a nem megfelelő alapzat miatt a parókiát kénytelenek voltak lebontani. Mai parókiáját Szabó László lelkipásztorsága alatt kezdték építeni. 
Lelkipásztorai: Mediamantus István (1638-?), Kisvárdai Péter (1674), Matasi György (1679-?), Sápi Sámuel (1689-?), Zilahi János (?), Hunyadi Sámuel (?), Deési István (1711-től), Bocskai János, Terebesi Sámuel (1737-?), Csernátfalusi János (1747-től), Kiss Sándor (1785), Báthori György (1796), Barta (Barcza) Mózes (1799–1821), Beke László (1821–1827), Költő László (1827–1834), Obiskuthy Ferenc (1834–1838), Hartman Márton segéd lelkész (1838–1839), Bányai István (1839–1855), Elek Károly (1856. április 24. –1 896. október 15-ig), Farkas Sándor (1897. január 1. –1909. július 11.), Pál Lajos helyettes
lelkész (1909. július 11.–december 12.), Jakab Lajos (1910. május 17.–1914. március 12.), Vadai Béla (1914. szeptember 20.–1917. május 29), Vadon Andor (1917. július 29.–1948. június 7.), Szentes György (1948-1965), Bessenyei István (1965-1999), Szabó László (1999-2002), Püsök József-Attila (2003-).

### Baptista egyház
Az 1906-os Canonica Visitatio jegyzökönyve megemlíti, hogy a görög katolikus egyház tagjai közül keresztelkedtek át baptistává. Itt még nem értesülünk arról, hogy a református ekklézsiából a baptista egyházhoz csatlakoztak volna. 
Sarmaságon az első baptista Széri Ferenc volt, aki 1919-ben, a háború után megtérve és megkeresztelkedve tért haza. Mielőtt baptistává lett református volt. 
A térítők idegenből érkeztek, többek között Széplakról, Perecsenből és Krasznáról.
1931-ben nyolcan keresztelkedtek meg Sarmaságon, jelenleg pedig a gyülekezet tagjainak száma 119, ebből 45 kiskorú.
1937-ben megalakult a vasárnapi iskola 12 taggal, id. Tóth Bálint vezetésével.
1941-ben létrejött az énekkar, amelynek ifj. Tóth Bálint volt a vezetője, és 14 taggal indult.
1946-ban zenekart alapítottak Kiss Gergely irányításával. Később pengetős zenekar is alakult, amelyet Sámsonból érkezett Juhász Ernő oktatott.
A körzeti munkás igazolványokat később bevonták, és a szemináriumból érkező prédikátorok vették át a körzeti munkások szerepét. Ezek között volt Kiss László Nagyfaluból, Kulcsár Sándor Perecsenből, Balázs József Dicsőszentmártonból és Both József Barótról.
Kezdetben Kovács Imre tartott istentiszteletet Keresztes Zsigmond házában. Később lakást béreltek, majd 1934 és 1949 között már a jelenlegi helyszínen álló első imaházban gyűltek össze. Ezt az épületet a gyülekezet 1945-ben vásárolta meg Tóth J. Ferenctől, majd 1949-ben lebontották, és helyére egy új imaházat építettek.
1949-ben az első keresztséget tartották.
1979-ben megalakult a fúvószenekar, amelyet a sámsoni Fekete Károly vezetett.
1991-ben az imaházat ismét lebontották, majd 1991–1992 között felépítették a jelenlegi épületet.
1993-ban az igehirdető számára lakást vásároltak a Szegfű utcában.
Az első prédikátor Gáli Győző volt, aki erkedi születésű, és négy gyermek édesapja.
Jelenlegi lelkésze János Csaba.

### Római katolikus egyház
A sarmasági római katolikus egyházról vajmi keveset tudunk. 
Nem kizárt, hogy a református templom helyén állhatott a római katolikus egyháznak temploma. A református templom észak-keleti oldalában ma is megtalálhatók a régi templom maradványai. Feltehetően a régi templom a római katolikus egyházé lehetett. 
A sarmasági római katolikus egyház további alakulásáról (XVI-XIX. század) nem állnak rendelkezésünkre adatok. Ennélfogva a helyi katolikus ekklézsia XX.századi helyzetére összpontosítunk. 
Az első kápolna eredetileg borházként funkcionált, és a sarmasági kastély kertjének utca felőli sarkában állt. A borház Fröhlich Albin tulajdona volt, aki katolikusként az egyháznak adományozta az épületet. Kezdetben családi kápolnaként használták, majd 1931-ben felszentelték.
1982-ben a kápolna egy kis tornyot kapott, azonban anyaga – fa és döngölt sár – miatt az épület 1991-ben lebontásra került. Ekkor kezdték el a jelenlegi katolikus templom építését, amelyet 1993-ban fejeztek be. A templomot 1993. július 4-én Tempfli József nagyváradi megyés püspök szentelte fel. A templom egy haranggal is büszkélkedhet, amelyet Vass Zoltán református lelkész készített. Emellett egy orgonát is beszereltek.
Lelkészei: Kovács Lajos (1931–1933), Rácz József (1933–1941), Baka János (1941–1942), Benedek Gáspár (1942–1943), Bernácsik József (1943–1980),  Polgár János, Lassek István (1984–1989), Selymes József (1989–1993).
Az utóbbi évtizedekben a sarmasági római egyház Kárásztelki anyaegyházközséghez tartozik. A lelkészi szolgálatot a kárásztelki plébános, Mahajduda János végzi.

## Oktatás
Sarmaságon eredetileg református elemi iskola működött. Kezdetben az iskola a parókia kertjében kapott helyet, majd a kántori lakás helyén működött. 1898-ban az iskolát átadták az államnak, azóta nem működik felekezeti iskola a településen.
Állami iskolaként az intézmény 1935-ig bérelt magánházakban működött. 1930 és 1935 között a falu lakossága saját erejéből épített fel egy új, négy tantermes iskolát, amelyben irodahelyiség és egy igazgatói lakás is helyet kapott. Ahogy növekedett a gyermekek száma, a két kastélyt is igénybe vették oktatási célokra.
1960-ban egy 13 tantermes iskola építését kezdték el, amelyet 1963-ban adtak át. 1970-ben további hét tanteremmel és tornateremmel bővítették az intézményt. Ekkor már elméleti líceumként működött, amely 1974-ben román nyelvű bányaipari szakközépiskolává alakult.
Az 1989-es rendszerváltás után a magyar diákok magyar iskolákba kezdtek járni. A magyar tagozat két párhuzamos osztályban működött, 27–30 fős létszámmal. Örvendetes, hogy a bányatelepen élő magyar gyermekek 90%-a a központi iskola magyar tagozatán folytatta tanulmányait.
1963-ban a bányatelepen egy I–VIII. osztályos iskola épült, azonban magyar tagozat csak az I–IV. osztályokban működött.
1990-ben, 16 év szünet után, a középiskola újraindult magyar tagozattal, párhuzamos osztályokkal. Ezek között volt egy elméleti (biológia–kémia) osztály, valamint egy bánya-villamossági és bányagépészeti osztály.

## Hagyományok, szokások
Sarmaság gazdag hagyományokkal és kulturális élettel büszkélkedhet.A településen kiemelt figyelmet fordítanak a népi kultúra ápolására. 
A helyi népviselet jellegzetes darabjai közé tartozik az alsószoknya (pendely), a felsőszoknya (rokolya), a blúz (bújó) és a kötény (kötő). A szoknyák rakásosak, aljukat gyakran csipkével vagy farkasfoggal díszítik. A blúzokat matrózgallérral vagy orosz nyakkal készítik, és különféle ráncolásokkal, levarrásokkal látják el. A helyi asszonyok és lányok saját kezűleg varrják meg viseletüket, ezzel is őrizve a hagyományokat.
A néptánc szintén fontos szerepet tölt be a közösség életében. Az Illegetők Néptáncegyüttes rendszeresen fellép különböző rendezvényeken, bemutatva a szatmári és más tájegységek táncait. A csoport tagjai között nemcsak sarmaságiak, hanem a környező településekről származó fiatalok is megtalálhatók.
A településen évente megrendezik a szüreti felvonulást és bált, amely során népviseletbe öltözött fiatalok szekereken járják be a falut, nótázva és táncolva hívogatják az esti mulatságra a lakosokat. Az utcabeliek ilyenkor étellel, itallal kínálják a felvonulókat. 
Tradicionális, régi szokásai közé tartozik a disznóvágás.  amely során hagyományos ételeket készítenek, mint például a disznótoros káposztaleves, hurka, kolbász és tepertő. 

## Emlékművek
- 2005 augusztusában, a falu 650 éves évfordulójára emelt emlékművet a közösség. Kemény János mellszobra, melyet a zilahi Sepsi József álmodott bronzba, a néhai Kemény-kúria(kastély) előtt embermagasságú talapzaton nyugszik.

## Testvértelepülések
- Soltvadkert, Magyarország
- Nagyhalász, Magyarország

## Nevezetes sarmaságiak
- Báró Kemény János erdélyi fejedelem, 17. században élt erdélyi fejedelem (Magyarbükkös-ön született)
- Katona Szabolcs, filmrendező, operatőr
- Katona György festőművész
- Újhelyi Annamária Kinga, Mensáros- és Jászai Mari-díjas színművésznő

- Bessenyei István: Sarmaság -Partiumi füzetek. Kiadja a Partiumi és Bánsági Műemlékvédő és Emlékhely Bizottság, 1998
- Canonica Visitatio 1906 Berettyó-Kraszna mente (ErekLev 1907, E.t.25)
- Szabó Zsolt (szerk.): Szilágysági magyarok. Kriterion Könyvkiadó, Bukarest, 1999
- Vadon Andor: A Sarmasági Református Egyházközség története, in: Református naptár 1939, a Szilágyszolnoki Református Egyházmegye Lelkésztestületének kiadása, 113-123.
- Vadon Andor: A Sarmasági Református Egyházközség története, in: Református naptár 1940, a Szilágyszolnoki Református Egyházmegye Lelkésztestületének kiadása, 49-64.

## Külső hivatkozások
- Sarmaság honlapja
- Községtérkép